# Ion Crăciunescu
Ion Crăciunescu (n. 27 septembrie 1950, Craiova, România) este un fost arbitru român de fotbal, fost fotbalist, de profesie economist, om de afaceri. Începe cariera de fotbalist în anul 1960 la echipa Chimia Râmnicu Vâlcea, iar mai apoi la echipa de tineret a Universității Craiova. Începând cu anul 1975 abandonează cariera de fotbalist în favoarea carierei de arbitru. În prezent este membru al Grupului de observatori UEFA.
Începând cu anul 1978 a arbitrat în divizia C, în următorul an a arbitrat meciurile din diviza B, iar din 1981 este arbitru al diviziei A. Din anul 1984 este și arbitru internațional FIFA. În întreaga sa carieră a arbitrat peste 200 de jocuri în fotbalul intern, peste 80 de meciuri internaționale. Din ultima categorie pot fi menținate cronologic următoarele: Campionatul European de tineret din 1988, finala Campionatului European de juniori din 1992, finala mică a  Cupei Confederațiilor din 1995, în același an conducând la centru și finala Ligii Campionilor, Ajax Amsterdam - AC Milan. S-a retras din arbitraj în anul 1996.
După retragerea din arbitraj, între anii 1997-1998, a fost președintele clubului Universitatea Craiova.
Între anii 1998 - 2002 a lucrat ca specialist în cadrul firmei International Sport Management a fraților Victor și Giovanni Becali.
După această perioadă a activat ca observator federal și observator FIFA și a avut diverse atribuții în Comisia Centrală de Arbitri.
În martie 2008 a fost decorat cu Ordinul „Meritul Sportiv” clasa a III-a „în semn de înaltă apreciere pentru rezultatele remarcabile obținute atât în
competițiile sportive interne, cât și pe plan internațional”, „formarea tinerelor generații de arbitri” și promovarea „spiritului de fairplay”.
În prezent este invitat permanent în emisiunea fotbalistică Recursul Etapei, de pe GSP TV, moderată de către Ovidiu Ioanițoaia, și este președinte executiv al echipei FC Chindia Târgoviște. Din 2011 este președintele Comisiei Centrale a Arbitrilor.